# Santa Cristina (la Bisbal del Penedès)
Santa Cristina és una ermita de la Bisbal del Penedès inclosa en l'Inventari del Patrimoni Arquitectònic de Catalunya.

## Descripció
L'ermita de Santa Cristina es troba sobre una muntanya des d'on es pot veure la Bisbal, a la vora de l'antic camí reial que unia Barcelona amb l'Aragó. A la façana es pot veure una teulada a dues vessants i dues portalades: l'entrada de l'ermita i l'entrada a la casa de l'ermità, avui deshabitada. La portalada de l'ermita té a la part superior la inscripció: "Fet l'any 1804". Al darrere veiem, a mà esquerra, les restes de l'antic absis romànic al costat del qual s'ha edificat la part nova de l'ermita. A la teulada s'hi pot veure una espadanya amb la campana. El principal material emprat és la pedra. L'interior té una sola nau amb uns grans arcs d'ogiva que tenen unes interessants motllures a la línia d'imposta. Cal ressaltar també la pica d'aigua beneïda realitzada en un sol bloc de pedra.
S'hi ha realitzat treballs de reconstrucció.

## Història
Al segle xiii es construí l'ermita de Santa Cristina, d'estil romànic. Només en resta un petit absis, les parets que sostenien la volta de canó, dues espitlleres i una taula de pedra d'una sola peça que avui encara es conserva com altar. Sobre aquesta capella s'edificà la nova ermita (1804), ja que l'antiga s'havia quedat petita. Per a la nova construcció es dividí l'antiga ermita amb un trespol a uns 2,5 m d'alçada. Els baixos s'adheriren a la nova construcció i el pis de dalt fou destinat per l'ús de l'ermità. Els documents més antics daten del 1348, quan Berenguer Bages de Vilarodona disposà unes almoines per l'ermita de Santa Cristina. Una visita pastoral de 1508 parla de la imatge de Santa Cristina, desapareguda avui a causa dels fets de 1936. El 1739 trobem un document en el qual la Bisbal demana ajut per a l'ermita. Gràcies a això, el 1804 s'acaba la nova capella. Amb la Guerra Civil quedà molt malmesa, però es va reconstruir amb l'esforç del mossèn J. Bundí, fill i rector de la Bisbal.